# Upp genom luften (film, 1948)
Upp genom luften (originaltitel: You Gotta Stay Happy) är en amerikansk romantisk komedifilm från 1948 i regi av H. C. Potter, med Joan Fontaine, James Stewart och Eddie Albert i de främsta rollerna.

## Handling
Den rika arvtagerskan Dee Dee Dillwood (Joan Fontaine) har just gift sig trots brist på djupare ömhetskänslor. För att undvika bröllopsnatten flyr hon in i hotellrummet bredvid, där piloten Marvin Payne (James Stewart) ligger och sover. Dee Dee lyckas övertyga Marvin att ta med henne på planet till Kalifornien.

## Rollista (i urval)
- Joan Fontaine – Dee Dee Dillwood
- James Stewart – Marvin Payne
- Eddie Albert – Bullets Baker
- Roland Young – Ralph Tutwiler
- Willard Parker – Henry Benson
- Percy Kilbride – Mr. Racknell
- Porter Hall – Mr. Caslon